# Taipan
Taipan (Oxyuranus) je rod hadů z čeledi korálovcovitých. Jeho zástupci jsou velcí, až ke třem metrům dorůstající, prudce jedovatí hadi, kteří se řadí mezi nejjedovatější hady světa. V současné době rozeznáváme tři druhy taipanů. Úmrtnost na následky neošetřeného uštknutí se blíží sto procentům, nicméně existuje vysoce účinné sérum, které při včasné aplikaci poskytuje značné šance na záchranu. Hadi nejsou příliš útoční a od vynalezení antiséra bylo zaznamenáno jen málo smrtelných uštknutí lidí. Živí se převážně menšími savci jako jsou myši, krysy a bandikuti.

## Zástupci
- Oxyuranus scutellatus (česky taipan velký či taipan pobřežní). Tento druh je největší (dosahuje délky až 2,9 metru) a zahrnuje tři poddruhy osídlující pobřeží Austrálie a Papuu Novou Guineu. Je agresivnější než taipan menší a pro lidi představuje větší nebezpečí.[2]
  - O. s. ssp. scutellatus
  - O. s. ssp. canni
  - O. s. ssp. barringeri

- Oxyuranus microlepidotus (česky taipan menší či taipan útočný) je poněkud menší, než předchozí druh (do 2,5 metru). Je asi čtyřikrát jedovatější, avšak zároveň má přibližně čtyřikrát menší zásoby jedu. Navzdory svému druhému jménu se chová neagresivně a útočí na lidi zcela výjimečně. Žije v Austrálii ve vnitrozemí.

- Oxyuranus temporalis – objeven v září 2006 ve středovýchodní části Západní Austrálie, druh dosud není příliš prozkoumán, protože dosud byly objeveny pouze dvě samice (v roce 2006 a 2010).[3]

## Fotografie

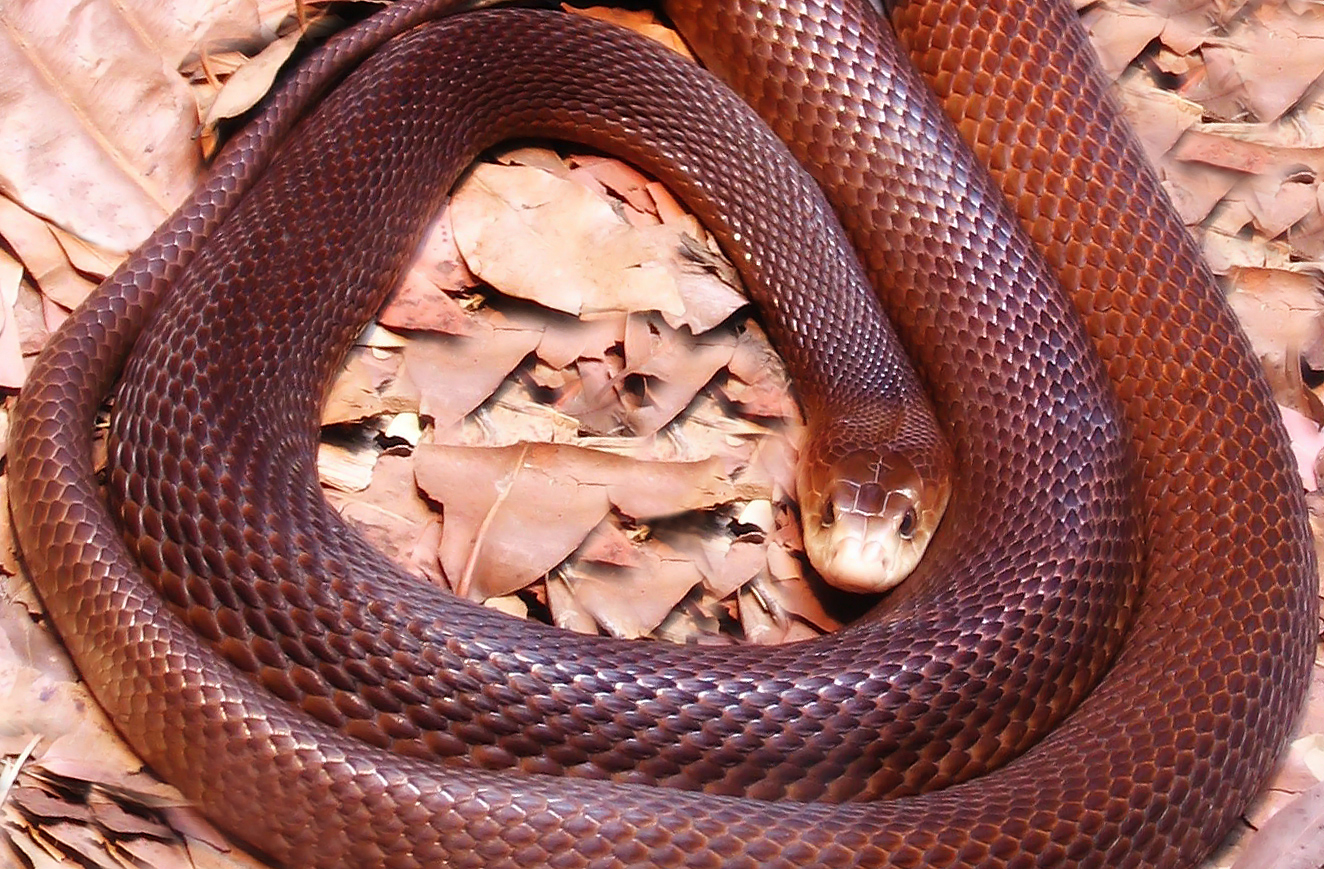
Oxyuranus scutellatus scutellatus
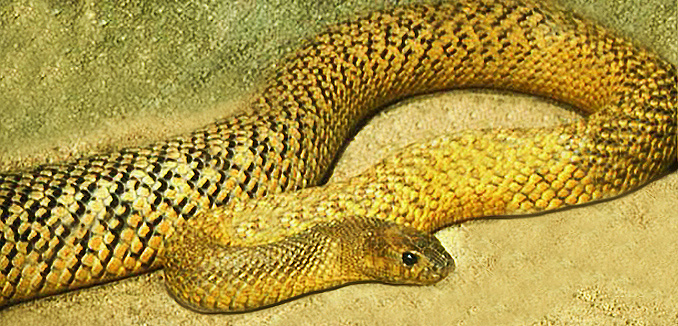
Oxyuranus microlepidotus
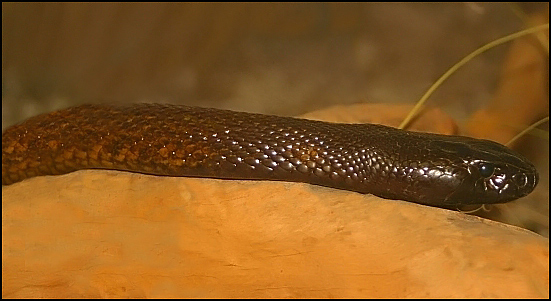
Oxyuranus microlepidotus